# The Great Destroyer
The Great Destroyer — седьмой студийный альбом американской инди-рок-группы Low. Он был выпущен 25 января 2005 года и впервые на новом для них лейбле Sub Pop.
Альбом получил в целом положительные отзывы от современных музыкальных критиков. Согласно агрегатору рецензий Metacritic, The Great Destroyer получил «всеобщее признание».

## История
Первым синглом альбома стала песня «California», посвящённая матери Спархока, а также демо-версия «Cue the Strings». Вскоре последовал EP с ремиксом на «Monkey» под названием «Tonight the Monkeys Die». На обе песни были созданы музыкальные видеоклипы.
Название альбома (а также песни «Silver Rider») взято из истории, изображённой на обложке альбома.

## Отзывы
| Совокупная оценка    | Совокупная оценка |
| Источник             | Оценка            |
| -------------------- | ----------------- |
| Metacritic           | 82/100            |
| Оценки критиков      |                   |
| Источник             | Оценка            |
| AllMusic             | [ 1 ]             |
| Blender              | [ 6 ]             |
| Entertainment Weekly | A−                |
| The Guardian         | [ 8 ]             |
| Mojo                 | [ 9 ]             |
| NME                  | 8/10              |
| Pitchfork            | 5.5/10            |
| Q                    | [ 12 ]            |
| Rolling Stone        | [ 13 ]            |
| Spin                 | A−                |

Альбом получил в целом положительные отзывы от современных музыкальных критиков. Согласно агрегатору рецензий Metacritic, The Great Destroyer получил «всеобщее признание», основываясь на средневзвешенной оценке 82 из 100 из 34 оценок критиков. Сайт назвал его 46-м альбомом 2005 года, получившим наибольшее количество рецензий.
Хизер Фарес из AllMusic отметил, что «Great Destroyer — самый отполированный и доступный альбом Low, даже больше, чем у их квази-мейджор-лейблов. Это может оттолкнуть пуристов, тоскующих по простоте „I Could Live in Hope“, но, помимо более масштабного звучания, в альбоме найдётся что-то почти для каждого типа поклонников Low: холодные, задумчивые песни („Pissing“, „Everybody’s Song“), нежные, но сильные песни („On the Edge Of“, „Silver Rider“) и великолепные эпики („Broadway (So Many People)“). В заявленном рок-направлении группы можно найти как самые сильные, так и самые слабые моменты Great Destroyer. Парящая теплота „California“ имеет странный, но привлекательный блеск альт-попа начала-середины 90-х, звучащего как Girlfriend эпохи Мэтью Свита, сыгранный на половинной скорости. Однако „Just Stand Back“ и „Step“ несколько неуклюжи и надуманны, а продюсирование подавляет песни. Треки о старении и принятии — одна из главных тем Great Destroyer — звучат гораздо искреннее, особенно „When I Go Deaf“, ещё одна горько-сладкая и немного тревожная песня группы, как и „In Metal“. „Death of a Salesman“, короткая, зауженная история о том, что остаётся позади с возрастом, также затрагивает; хотя альбом, полный таких песен, мог бы быть слишком большим, это замечательно интимные проблески. Песня „Walk Into the Sea“ обеспечивает относительно бодрый — если не сказать счастливый — конец этого задумчивого, изящного альбома, но на данный момент трудно ожидать от Low чего-то меньшего».

## Список композиций
Все песни написаны Mimi Parker, Zak Sally и Alan Sparhawk.
1. «Monkey» — 4:19
2. «California» — 3:23
3. «Everybody’s Song» — 3:55
4. «Silver Rider» — 5:03
5. «Just Stand Back» — 3:04
6. «On the Edge Of» — 3:49
7. «Cue the Strings» — 3:30
8. «Step» — 3:18
9. «When I Go Deaf» — 4:41
10. «Broadway (So Many People)» — 7:14
11. «Pissing» — 5:08
12. «Death of a Salesman» — 2:28
13. «Walk into the Sea» — 2:56

## Чарты
| Чарт (2005)                            | Высшая позиция |
| -------------------------------------- | -------------- |
| Бельгия/Фландрия (Ultratop)            | 67             |
| Франция (SNEP)                         | 190            |
| Ирландия (IRMA)                        | 30             |
| Великобритания (UK Albums Chart)       | 72             |
| США (Billboard Top Heatseekers Albums) | 13             |
| США (Billboard Independent Albums)     | 19             |